# Зелёный Дол (Чувашия)
Зелёный Дол (офф. Зеленый Дол; чув. Зеленый Дол) — посёлок в Порецком районе Чувашской Республики Российской Федерации. Входит в Никулинское сельское поселение.

## География
Расстояние до Чебоксар 180 км, до райцентра 20 км, до ж.-д. станции 65 км.

## История
До 1927 г. входил в состав Порецкой волости Алатырского уезда, с 1927 по 1962 г. в составе Порецкого района, с 1962 по 1965 — Алатырского района.
В 1964 г. Указом Президиума ВС РСФСР поселок Волчий Овраг переименован в Зелёный Дол.

## Население
| 2010 | 2012 | 2013 |
| ---- | ---- | ---- |
| 26   | →26  | ↗35  |

## Промышленность
СХПК «Никулинский»